# Symphytognatha fouldsi
Espèce
Symphytognatha fouldsi est une espèce d'araignées aranéomorphes de la famille des Symphytognathidae.

## Distribution
Cette espèce est endémique du Wheatbelt en Australie-Occidentale,. Elle se rencontre dans la grotte Thousandman Cave dans le parc national de Nambung.

## Description
Le mâle holotype mesure 1,16 mm.

## Étymologie
Cette espèce est nommée en l'honneur de Rob Foulds.

## Publication originale
- Harvey, 2001 : Notes on the spider genus Symphytognatha (Araneae: Symphytognathidae) in Western Australia. Records of the Western Australian Museum, vol. 20, p. 345-347 (texte intégral).